# Percy Liza
Percy Liza   (Chimbote, 10 d'abril de 2000) és un futbolista professional peruà que juga com a davanter al club peruà de Primera Divisió CSD Carlos A. Mannucci.
Nascut i criat a la ciutat de Chimbote, a 17 anys es va instal·lar a Lima, on l'Sporting Cristal va acceptar-lo després del seu trasllat a la capital. Després d'una ràpida progressió per l'equip de reserva, proclamant-se guanyador del Torneo de Promoción y Reserva el 2018, va debutar oficialment amb el primer equip l'abril de 2019 a 18 anys. Després de ser propens a lesions al començament de la seva carrera, va seguir una temporada més a l'equip reserva i va aconseguir el doble campionat aquell any. L'any següent es va consolidar com un jugador fonamental per al club, guanyant el seu primer títol la temporada 2020. Va seguir una altra temporada, en la qual Liza va obtenir el Torneo Obertura, la Copa Bicentenario i es proclamaria subcampió del torneig.